# 伊雷娜·卡昂·当韦尔小姐像
《伊雷娜·卡昂·当韦尔小姐像》（法語：Portrait d'Irène Cahen d'Anvers），又名《蓝丝带的小女孩》（La Petite Fille au ruban bleu）、《小伊雷娜》（La Petite Irène），是法国印象派画家皮埃尔-奥古斯特·雷诺阿的油画作品。
1880年，法国犹太银行家路易·卡昂·当韦尔（Louis Cahen d’Anvers）委托雷诺阿创作了这幅画。画中描绘的是他8岁的女儿伊雷娜·卡昂·当韦尔（Irène Cahen d’Anvers）。 二战期间，纳粹德国对欧洲国家发动了有组织的劫掠，这幅画也因此不翼而飞。 1946年，它被重新寻回，并作为“在德国发现的法国杰作”之一在巴黎展出。 2014年，这幅画作为被MFAA项目保存下来的艺术品之一在电影《大尋寶家》中出现。

## 历史
19世纪70-80年代，雷诺阿经常为巴黎犹太社区的家庭画肖像画。后来，雷诺阿通过《美术公报》的所有者夏尔·埃弗吕西认识了路易·卡昂·当韦尔。 安弗斯家族是巴黎最富有的犹太银行家族之一。 1880年，路易·卡昂·当韦尔委托雷诺阿为其三个女儿作画，其中最大的女儿就是伊雷娜。 小女儿爱丽丝和伊丽莎白后来成为雷诺阿画作《粉与蓝》的主题人物。
这幅画如今通常被认为是雷诺阿的杰作之一。但不知为何，当时路易·卡昂·当韦尔对这幅画非常不满，甚至把它挂在仆人的房间里，并且拖欠了雷诺阿1500法郎的作画费用。 
1883 年，这幅画首次展出于嘉布遣大道画廊举行的首届雷诺阿专题展览上。1910 年，这幅画被伊雷娜的夫家卡蒙多家族购买。
法国沦陷后，这幅画被纳粹从香波尔城堡掠夺。和许多其他欧洲艺术珍宝一样，它成了赫尔曼·戈林的个人收藏。后来戈林用这幅画在古斯塔夫·罗赫利茨那换了一幅佛罗伦萨圆画。1946年，这幅画被重新寻回，并作为「在德国发现的法国杰作」之一在巴黎展出。 这幅画和其他几十幅被纳粹抢掠的艺术品后来被埃米尔·格奥尔格·比勒买走。比勒是一位瑞士德裔收藏家，也是德国战时军火供应商Oerlikon公司的首席执行官。至今，这幅画仍然在瑞士的苏黎世比勒收藏展览馆展出。
2014年，这幅画作为被MFAA项目保存下来的艺术品之一在电影《盟军夺宝队》中出现。 2018年，这幅画在东京國立新美術館展出，作为从比勒收藏展览馆借展的印象派系列作品，它在日本备受欢迎。

## 伊雷娜·卡昂·当韦尔小姐
伊雷娜·卡昂·当韦尔（或译为“伊雷娜·康达维斯”，1872年—1963年），这幅画是其8岁时的肖像画。 作为法国犹太银行家路易·卡昂·当韦尔伯爵的长女，她于1891年嫁给了莫伊兹·德·卡蒙多伯爵。1897年8月，她与卡蒙多的马厩管理员夏尔·桑皮耶里（Charles Sampieri）发生婚外情，两人随即离婚。 
伊雷娜与卡蒙多育有两个孩子，儿子尼西姆·卡蒙多（Nissim de Camondo）和女儿贝亚特丽斯·雷纳克（Béatrice Reinach）。尼西姆在第一次世界大战期间成为法国空军的一名战斗机飞行员，并于1917年在洛林上空阵亡。1935年，莫伊兹·卡蒙多将他位于摩梭街63号（63 rue de Monceau）的巴黎豪宅以及里面的艺术收藏都遗赠给了装饰艺术博物馆，并建造尼西姆博物馆（Musée Nissim de Camondo）来纪念他的儿子。
二战期间，伊雷娜一直用意大利名字的护照躲在巴黎拉图尔街公寓。而女儿贝亚特丽斯一家因为有犹太血统，被纳粹关入奥斯威辛集中营并杀害。贝亚特丽斯是卡蒙多的财产继承人，她死后，伊雷娜获得了女儿的遗物，其中包括前夫卡蒙多的巨额财产，她将把这些财富挥霍在法国蔚蓝海岸的赌场里。
伊雷娜与桑皮埃里也有一个女儿，名叫克洛德·热尔梅娜（Claude Germaine，1903年—1995年），她嫁给了法国战斗机王牌飞行员安德烈·迪博内。 
1963年，伊雷娜在巴黎去世，享年91岁。

## 延伸阅读
- Julian, Ph. Rose' de Renoir retrouvé. In: Le Figaro littéraire. Paris, 1962, pp. 22.